# Twelve Small Steps, One Giant Disappointment
Twelve Small Steps, One Giant Disappointment è il quarto e ultimo album in studio del gruppo musicale statunitense Bad Astronaut, pubblicato postumo nel 2006.

## Descrizione
Il gruppo inizia a scrivere e registrare le canzoni nel 2003 in maniera molto discontinua visto che spesso sono impegnati nelle tournée dei rispettivi gruppi o sono impegnati nella registrazione di altri album, propri o di altri (quasi tutti sono fonici in studi di registrazione). In più nel 2004 Derrick a seguito di un incidente che lo costringe per un certo sulla sedia alla rotelle prima e alle stampelle poi, è impossibilitato a continuare le registrazioni per un lungo periodo. Alla fine, la lunga durata delle registrazioni portano la band a mollare il lavoro.
Il 30 marzo 2005 Derrck mette fine alla sua vita sparandosi un colpo alla testa. Il suicidio colpisce molto Joey, che si trova ora privo del suo migliore amico, nonché della sua maggior fonte d'ispirazione. Inizia così un lungo periodo di depressione che lo portano a scrivere riguardo Derrick e la sua fine. Nel novembre 2005 Joey con i Lagwagon pubblicano Resolve, un album scritto in 10 giorni che racchiude essenzialmente l'addio della band. Nello stesso periodo i Bad Astronaut si ritrovano per decidere di finire l'album cominciato con Derrick, ritenendolo giusto per onorare la sua memoria. La canzone che dà il titolo all'album dei Lagwagon parla proprio di questo, ovvero ciò che Joey ha provato nel riascoltare il materiale registrato dall'amico e sentirlo ancora vivo. I Bad Astronaut hanno lavorato ancora un anno all'album, salvando il salvabile delle registrazioni di Derrick. L'album appare discontinuo, nei testi e nella musica anche perché il materiale era poco e molti testi son stati riscritti: su 13 canzoni 8 sono suonate da Derrick, 2 sono acustiche, 3 sono suonate da Jonathan German.

## I brani
Beat è un dialogo tra Joey e Derrick in cui il cantante parla della scrittura delle canzoni intorno alle tracce di batteria salvate e non arrangiabili: il "beat" per l'appunto. Joey li racconta le notti insonni e i suoi stati d'animo, del fatto che sta scrivendo il testo su di lui e infine dice "ho finito ciò che abbiamo iniziato, ho fatto in modo che tu possa esserne fiero, abbiamo registrato la tua sconfitta, un album sempre incompleto". Nel book Cape spiega che lui considererà quest'album sempre incompleto perché pubblicato senza l'approvazione di Derrick.
Stillwater, California a meno di un anno dalla scomparsa di Derrick, mentre i Lagwagon sono in Tour con Resolve, in meno di un mese muoiono due componenti originari degli storici RKL (Jason Spear e Bomer) di cui fanno parte i due Chris dei Lagwagon e in cui hanno suonato i due batteristi dei Lagwagon Dave Raun e Derrick. La canzone è dedicata a loro e a Derrick.
One Giant Disappointment prima traccia dell'album in cui compare Jonathan German e scritta interamente in seguito alla morte di Derrick. Parla del fatto che per molti la sua morte è stata quella del musicista ma per Cape è morto "molto di più di mani scheggiate da bacchette". Alla fine della canzone Joey dice che questo è l'ultimo testo scritto, col significato che la band non continuerà senza di lui.
Minus la canzone inserita nell'album è in realtà un pezzo di Joey Cape registrato nel 2004 per una compilation.
Autocare (auto-interessamento). il testo di questa canzone è scritto da Derrick. La madre Trish dopo la morte diede a Cape i quaderni del figlio pieni di testi e joey rimase colpito da questo perché lo considera come un testamento. La canzona recita: "questo veicolo si sta distruggendo prima o poi lo fermerò". Suona come una metafora della vita di Derrick comprendente l'annuncio del suicidio, con un vecchio veicolo che Cape diede a Derrick. Plourde ha avuto un grandissimo ruolo nella stesura della musica di questa canzone, che presenta un senso musicale già visto solo nella Lagwagoniana Rifle (sempre scritta da Derrick). In più Joey trovò che il testo si adattasse perfettamente alla canzone e alla melodia vocale che lui aveva in testa.
Violet canzone già presente nello split tra Cape e Sly, con l'aggiunta di alcuni strumenti. Durante le prove i Bad Astronaut avevano più volte provato questa canzone. La batteria è stata registrata da Jonathan German mantenendo lo stile di Derrick.
Go Humans terza ed ultima canzone registrata da German che ha riproposto l'arrangiamento utilizzato da Derrick nel demo del cd.
The "F" Word ultima canzone suonata nell'album da Derrick, molto carica di sentimento anche nelle musiche e nel lungo finale musicale
The Thirteenth Step' addio a Derrick

## Tracce
1. Good Morning Night – 3:53
2. Ghostwrite – 3:56
3. Beat – 5:31
4. Stillwater, California – 4:01
5. One Giant Disappointment – 2:59
6. Minus – 3:08
7. Best Western – 3:56
8. San Francisco Serenade – 4:33
9. Autocare – 4:01
10. Violet – 1:59
11. Go Humans – 1:49
12. The 'F' Word – 8:02
13. The Thirteenth Step – 2:19

## Crediti

### Formazione
- Derrick Plourde - batteria
- Joey Cape - voce, chitarra, basso e percussioni
- Thom Flowers - chitarra, banjo e mandolino
- Marko "72" Desantis - basso e chitarra
- Todd Capps - tastiere e Rumori di fondo
- Angus Cooke - violoncello, basso, chitarra, voce e percussioni
- Jonathan Cox - Loops

### Musicisti Aggiuntivi
- Jonathan Gorman - Batteria
- T.J. Cape - Assolo in Ghostwrite
- George Pendergast - Xilofono
- Carla Holbrook - Voce
- Donald Spence - Voce
- Sean McCue - Chitarra
- Chuck Robertson - fischiettio in "Best Western"